# نوکیا ۲۷۰۰ کلاسیک

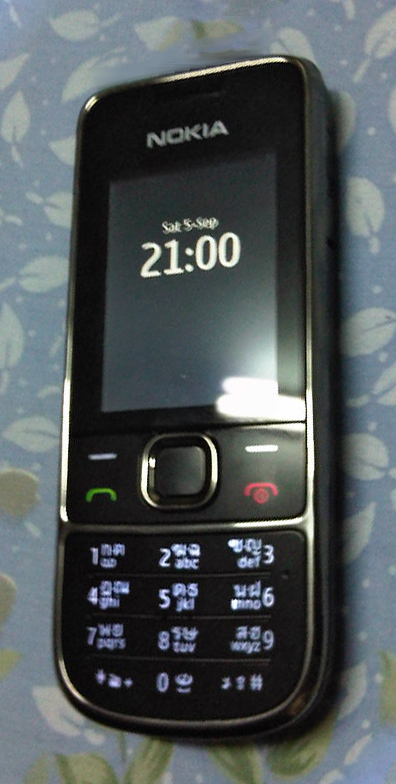
نوکیا ۲۷۰۰

نوکیا ۲۷۰۰ کلاسیک یک‌نمونه از گوشی‌های تلفن همراه سری ۲۰۰۰ شرکت نوکیا می‌باشد که توسط همین شرکت به بازار عرضه شده‌است.